# Федерація футболу Венесуели
Федерація футболу Венесуели (ісп. Federación Venezolana de Fútbol або FVF) — 
організація, яка здійснює контроль та управління футболом у Венесуелі в цілому та Збірною Венесуели з футболу зокрема. Заснована у 1926 році. З 1952 року є членом ФІФА та КОНМЕБОЛ. У 2007 році Венесуела була обрана як країна-господар, яка приймала Кубок Америки, і дана федерація відповідала за організацію цього турніру.